# Collège de Presles

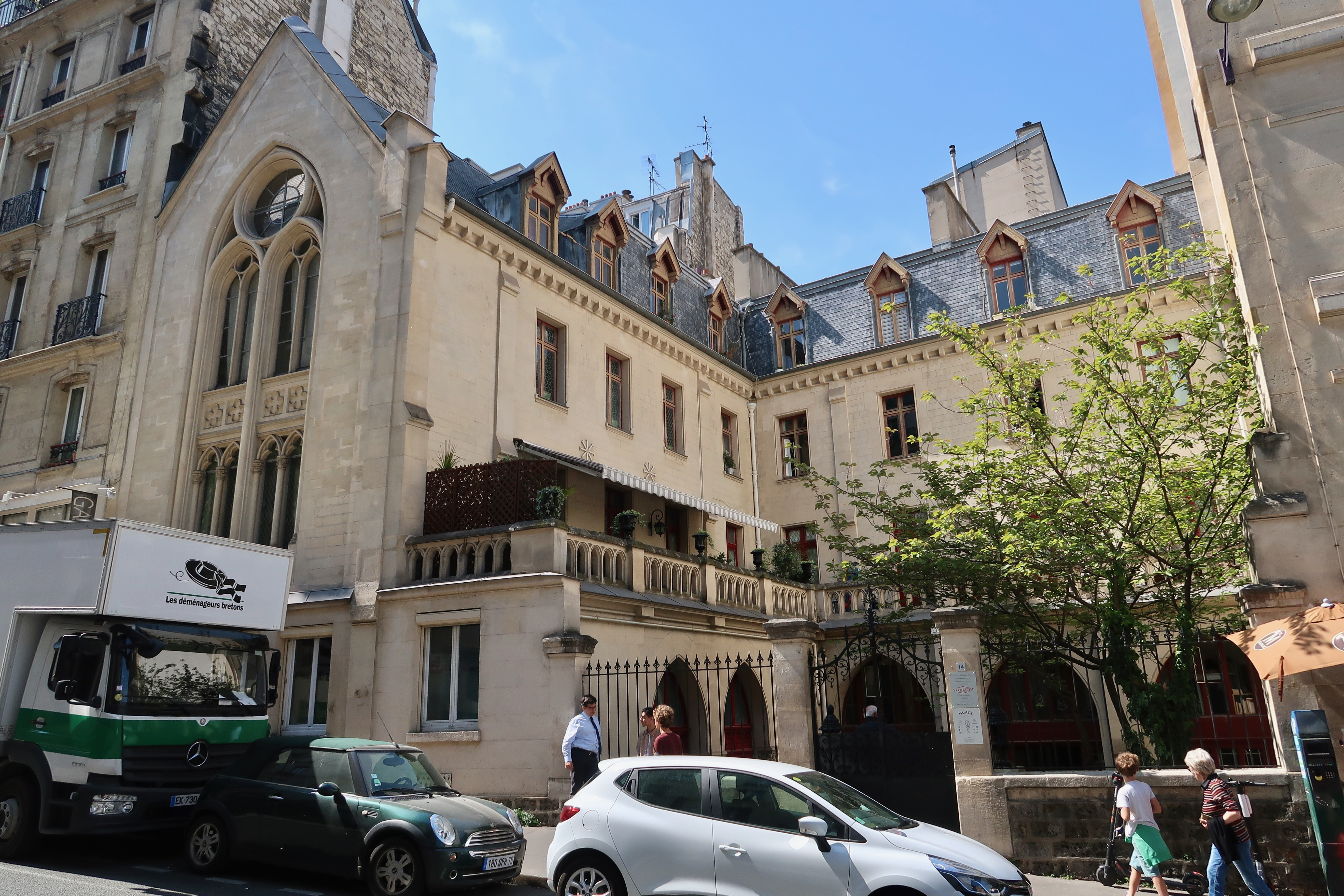
Bâtiments conventuels du nouveau couvent Saint-Jacques (Dominicains) construits au XIXe s. à l'emplacement de l'ancien collège de Beauvais.

Le collège de Presles est un collège de l’ancienne université de Paris.

## Historique
Il fut fondé en 1314 avec le collège de Laon par un clerc, Guy de Laon, trésorier de la Sainte Chapelle, et un laïc, Raoul de Presles, seigneur de Lizy, légiste au service du roi. Les écoliers de Laon et ceux de Presles, dotés de trois cents livres de rente annuelle, sont ainsi installés ensemble sur la montagne Sainte-Geneviève, entre les rues du Clos-Bruneau et Saint-Hilaire.
Les deux collèges se séparent dix ans plus tard.
Au XVIe siècle, le collège de Presles et celui de Beauvais, qui ne sont séparés que par un mur, se rapprochent encore plus l’un de l’autre si bien que le principal de Presles Pierre de La Ramée, célèbre sous le nom de Ramus, s’entend avec Omer Talon, principal de Beauvais, pour qu’une porte soit ouverte entre les deux cours respectives. Ramus, ancien élève du collège de Navarre, puis maître de logique au collège de l’Ave-Maria, a commencé par démontrer qu’Aristote n’est pas infaillible, mais en affichant la même indépendance au point de vue religieux de la Réforme ; aussi Antoine de Gouveia, barbiste de cette époque, a-t-il dénoncé les tendances impies et séditieuses des écrits et des leçons de ce maître, auquel Henri II a interdit l’enseignement de la philosophie. 
La principalité de Presles passe de Médard Bourgeotte à Quentin Hoyau, qui cède en 1616 à Jean Granger, principal de Beauvais, la direction de l’exercice des classes pendant sa vie, et le mur de séparation est jeté bas entre les deux collèges : leur temporel n’en reste pas moins distinct. L’an 1640, Granger résigne les honneurs de la supériorité générale entre les mains d’Antoine Moreau, principal de Presles, successeur de Charles Morel. Les derniers principaux de Presles sont : Louis Levasseur (1693) ; Pierre Raboeuf (1703) ; Millet (1713) ; Simon Derveau, docteur en Sorbonne (1720).
Le collège fut réuni au collège Louis-le-Grand en 1763. En 1781, il y avait à Louis-le-Grand dix-huit boursiers de Presles, les biens de cet ancien collège rapportant alors 11 169 francs. Enfin la Nation vendit aux enchères, le 3 Thermidor an IV, les bâtiments de l’établissement supprimé.
Il ne reste rien de l'ancien collège de Presles mais à proximité de son emplacement demeure la chapelle du collège de Beauvais (rue Jean-de-Beauvais) et des bâtiments néogothiques construits aux XIXe siècle par les Dominicains aux 14 rue des Carmes.